# تخم‌مرغ هم‌زده
تخم‌مرغ هم‌زده (به انگلیسی: Scrambled egg) غذایی است که از تخم‌مرغ (معمولاً تخم مرغ) هم‌زده، در حالی که به آرامی حرارت داده می‌شود، معمولاً با نمک، کره، روغن و گاهی مواد دیگر درست می‌شود.

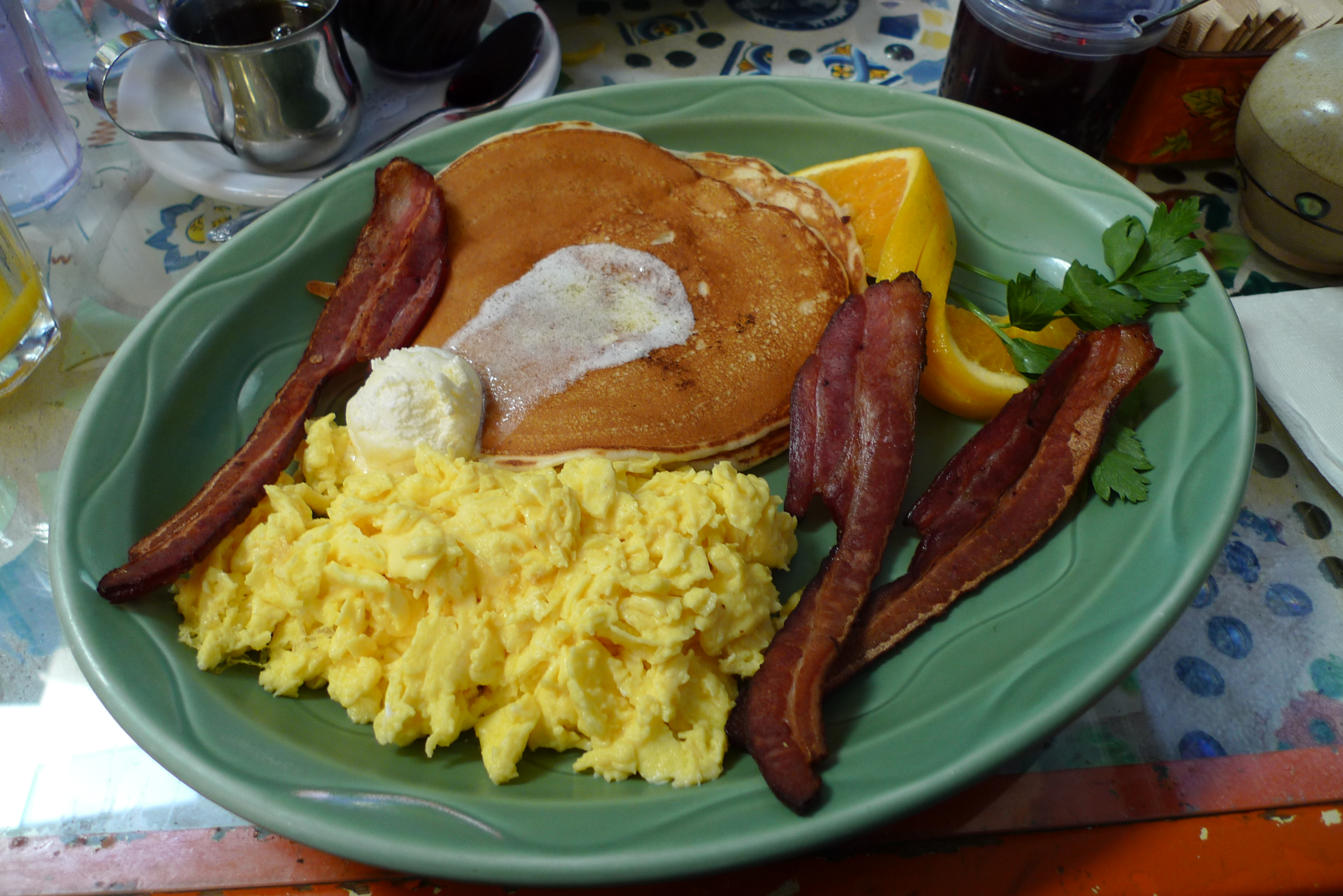
تخم مرغ هم‌زده با بیکن و پنکیک